# Action ou Vérité (film, 2018)
Pour les articles homonymes, voir Action ou Vérité.
Pour plus de détails, voir Fiche technique et Distribution.
Action ou Vérité ou Vérité ou conséquence de Blumhouse au Québec (Truth or Dare) est un film d'horreur américain réalisé par Jeff Wadlow, sorti en 2018.

## Synopsis
Un groupe d'étudiants, en vacances au Mexique, se retrouve à jouer à Action ou vérité ? à la suite de la demande de Carter, la conquête d'Olivia. Mais lorsqu'on lui demande ses intentions envers la jeune femme, Carter dévoile qu'il s'intéressait à elle uniquement pour la faire jouer, elle et ses amis, dans le but de survivre. Le jeu est réel et même surnaturel, une malédiction va donc poursuivre le groupe, une malédiction qui semble vouloir punir les menteurs ou ceux qui refusent de jouer.

## Fiche technique
Sauf indication contraire, les informations mentionnées dans cette section peuvent être confirmées par la base de données cinématographiques IMDb,  présente dans la section « Liens externes ».
- Titre original : Truth or Dare
- Titre français : Action ou Vérité
- Titre québécois :Vérité ou conséquence de Blumhouse
- Réalisation : Jeff Wadlow
- Scénario : Michael Reisz (en), Jillian Jacobs, Chris Roach et Jeff Wadlow, d’après une histoire de Michael Reisz
- Direction artistique : Alyssa Hill
- Costumes : Lisa Norcia
- Décors : Maya Levy
- Photographie : Jacques Jouffret
- Montage : Sean Albertson
- Musique : Matthew Margeson
- Production : Jason Blum et Couper Samuelson ; James Moran, Rick Osako et Ryan Turek (coproducteurs)
- Société de production : Blumhouse Productions
- Société de distribution : Universal Pictures
- Budget : 3,5 millions de dollars[2]
- Pays d'origine :  États-Unis
- Langue originale : anglais
- Format : couleur - 2.39:1
- Genre : horreur
- Durée : 100 minutes
- Dates de sortie :
  - Canada, États-Unis, Québec : 13 avril 2018
  - France : 2 mai 2018
- interdit aux moins de 12 ans

## Distribution
- Lucy Hale (VFB : Mélanie Dambermont ; VQ : Sarah-Jeanne Labrosse) : Olivia Barron
- Tyler Posey (VFB : Maxime Donnay ; VQ : Nicholas Savard L'Herbier) : Lucas Moreno
- Violett Beane (VFB : Julie Dacquin ; VQ : Laurence Dauphinais) : Markie Cameron
- Hayden Szeto (en) (VFB : Grégory Praet ; VQ : Louis-Philippe Berthiaume) : Brad Chang
- Sophia Taylor Ali (VFB : Helena Coppejans ; VQ : Kim Jalabert) : Penelope Amari
- Nolan Gerard Funk (VFB : Sébastien Hébrant ; VQ : Frédérik Zacharek) : Tyson Curran
- Landon Liboiron (VFB : Alexis Flamant ; VQ : Kevin Houle) : Carter / Sam Meehan
- Sam Lerner (VFB : Antoni Lo Presti ; VQ : Frédéric Millaire-Zouvi) : Ronald "Ronnie" Wakowski
- Tom Choi (en) : l’officier Han Chang
- Aurora Perrineau (VFB : Mélissa Windal ; VQ : Marie-Evelyne Lessard) : Giselle Hammond
- Gregg Daniel : le détective Kranis
- Brady Smith (en) (VQ : Tristan Harvey) : Roy Cameron
- Vera Taylor : Inez Reyes
- Ezmie Garcia : la petite fille d'Inez
- Andrew Howard : Randall Himoff
- Joe Ochman (en) : la voix de Callux

Source et légende : version francophone belge (VFB) sur AlloDoublage et version québécoise (VQ) sur Doublage Qc.Ca.

## Production

### Développement
Le réalisateur Jeff Wadlow a dévoilé avoir obtenu le projet lors d'une réunion avec Jason Blum. Après avoir entendu le titre du film, il s'est mis à décrire une scène d'ouverture qui aurait convaincue le producteur. À la suite de cela, il s'est associé à Jillian Jacobs et Chris Roach pour trouver d'autres idées.
Le 16 mars 2017, Blumhouse Productions et Universal Pictures dévoile publiquement que Jeff Wadlow sera aux commandes du film. Ils annoncent également que Lucy Hale, à l'époque star de la série télévisée Pretty Little Liars, incarnera le personnage principal du film.
Le 24 mai 2017, une grosse partie du reste de la distribution est dévoilée dont Tyler Posey, Violett Beane, Nolan Gerard Funk, Hayden Szeto et Sophia Taylor Ali. Après la fin du tournage, en juillet 2017, il est dévoilé que l'actrice Aurora Perrineau figure dans le film. Elle est suivie le mois suivant par Tom Choi puis en octobre 2017 par Sam Lerner.

### Tournage
Le tournage du film a débuté le 8 juin 2017 et s'est terminé le 12 juillet 2017 à Los Angeles.

## Accueil

### Critiques
Aux États-Unis, le film reçoit majoritairement des critiques négatives. Sur le site agrégateur de critiques Rotten Tomatoes, il obtient un score de 15 % de critiques positives, avec une note moyenne de 3,6/10 sur la base de 18 critiques positives et 105 négatives. Sur Metacritic, il obtient un score de 35/100 sur la base de 33 critiques collectées.

### Box-office
| Pays ou région    | Box-office      | Date d'arrêt du box-office | Nombre de semaines |
| ----------------- | --------------- | -------------------------- | ------------------ |
| France            | 633 928 entrées | 10 juillet 2018            | 10                 |
| États-Unis Canada | 41 254 705 $    | 26 juillet 2018            | 15                 |
| Mondial           | 94 804 878 $    | -                          | -                  |

Aux États-Unis pour sa première journée, le film récolte 8,2 millions de dollars, lui permettant de rembourser son budget et de terminer à la troisième place du box-office américain derrière Rampage : Hors de contrôle et Sans un bruit. Il termine son premier week-end à la même place avec 19 millions de dollars.
Au 5 août 2018, le film a récolté 41,2 millions de dollars aux États-Unis et au Canada et 53,5 millions de dollars dans le reste du monde, dont 5,4 millions en France, pour un total de 94,8 millions.